# Tokyo Dome (Unternehmen)
Die K.K. Tokyo Dome (jap. 株式会社東京ドーム, Kabushiki kaisha Tōkyō Dōmu; engl. Tokyo Dome Corp.) ist ein japanisches Unternehmen mit Sitz in Bunkyō, Präfektur Tokio. Der im Nikkei 225 notierte Dienstleister steht an der Spitze der Tokyo Dome Group, zu der insbesondere das namensgebende Baseballstadion und Veranstaltungszentrum Tokyo Dome und Tokyo Dome City Attractions, der ehemalige Kōrakuen-Vergnügungspark, gehören.
Das Unternehmen ist im Freizeit- und Immobiliengeschäft tätig. Kern des Geschäfts bildet die Tokyo Dome City, die neben dem Tokyo Dome und den zugehörigen Geschäften, Sporteinrichtungen und Restaurants auch den Vergnügungspark, das Einkaufszentrum LaQua und die Kōrakuen-Halle umfasst. Außerdem betreibt das Unternehmen Hotels in Tokio, Atami und Sapporo, eine Keirinbahn in Matsudo und eine Kette von Kosmetikgeschäften (Shop-In). Beteiligt ist Tokyo Dome unter anderem auch am Kabelfernsehenanbieter Tōkyō Cable Network, einem Golfclub in New South Wales und der Seilbahn Atami.
Im April 2009 hatte Tokyo Dome (ohne Töchter) 821 Mitarbeiter. Im Geschäftsjahr 2009 (1. Februar – 31. Januar) betrug der Umsatz rund 87,5 Mrd. Yen.

## Geschichte
Das Unternehmen wurde im Dezember 1936 während des Baus des Kōrakuen-Stadions als K.K. Kōrakuen Stadium gegründet. Ab 1949 wurde es an den Börsen von Tokio und Ōsaka (bis 2009) notiert, im selben Jahr eröffnete die Kōrakuen-Keirinrennbahn. 1955 nahm der Vergnügungspark (Kōrakuen yūenchi) den Betrieb auf. Nach dem Abriss des alten Stadions und der Eröffnung des Tokyo Dome 1988 wurde das Unternehmen 1990 in Tokyo Dome umbenannt, der Vergnügungspark behielt seinen alten Namen bis 2003. Im Jahr 2000, als auch das Tokyo Dome Hotel eröffnete, wurde der gesamte Komplex in Tokyo Dome City umbenannt.